# Polistes japonicus
Polistes japonicus är en getingart som beskrevs av Henri Saussure 1858. Polistes japonicus ingår i släktet pappersgetingar, och familjen getingar. Inga underarter finns listade i Catalogue of Life.

## Bildgalleri

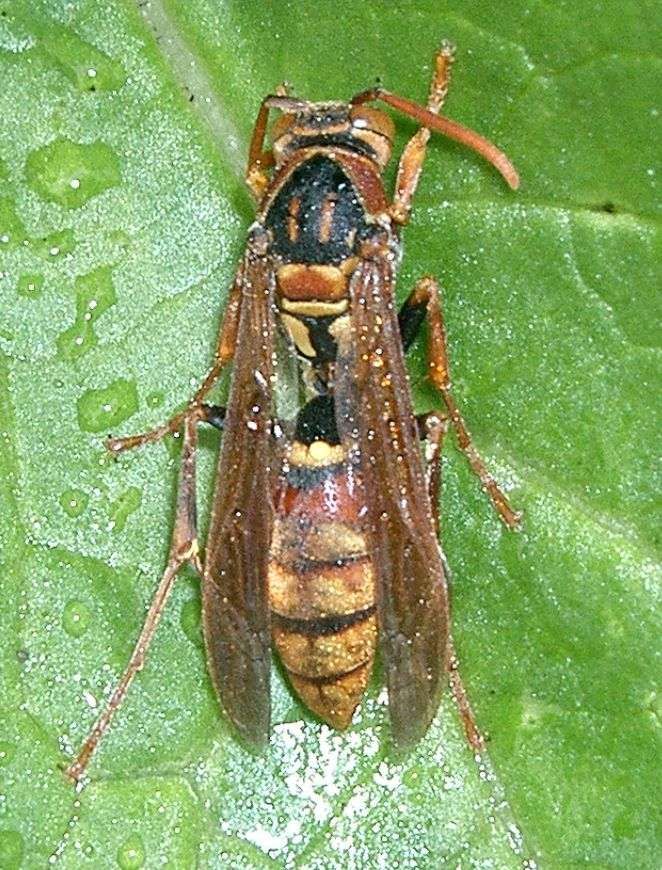